# 藤吉夏鈴
藤吉 夏鈴（ふじよし かりん、2001年8月29日 - ）は、日本のアイドルであり、女性アイドルグループ櫻坂46のメンバーである。大阪府出身。Seed & Flower所属。

## 略歴
2001年8月29日、大阪府で生まれる。中学・高校時代は吹奏楽部に所属しており、高校時代には部長を務めていた。
2018年8月19日、『坂道合同新規メンバー募集オーディション』に合格し、同年11月10日、欅坂46に加入する。同年12月10日に開催された『欅坂46二期生 / けやき坂46三期生 お見立て会』（日本武道館）でステージデビュー。その際のライブパフォーマンスで披露された楽曲「サイレントマジョリティー」ではセンターを務めた。
2020年2月29日、国立代々木競技場第一体育館で開催された『第30回 マイナビ 東京ガールズコレクション 2020 SPRING/SUMMER』にて、ランウェイデビュー。同年10月14日、自身の所属するグループが欅坂46から櫻坂46に改名した。同年12月9日に発売された櫻坂46の1stシングル『Nobody's fault』の収録曲「なぜ 恋をして来なかったんだろう？」で、初めてセンターポジションを担当した。
2023年6月28日に発売された櫻坂46の6thシングル『Start over!』で、初めて表題曲のセンターポジションを担当した。同年12月11日、自身の公式Instagramを開設する。
2024年1月19日より放送・配信が開始された『アオハライド Season2』（WOWOW）で連続ドラマ初出演。同年8月9日に公開された映画『新米記者トロッ子 私がやらねば誰がやる!』で、映画初出演にして主演を務めた。

## 人物
自身の名前である「夏鈴」は、「夏の昼下がり、風鈴がカランとなったら涼しげで小さなひとつの風鈴で周りの景色が全く変わって見える、そんな存在」を意味する。
ライブパフォーマンスやドラマなどの映像作品では、その独特な存在感から注目を集めていた。藤吉について、櫻坂46の楽曲「偶然の答え」のMV監督を務めた林希は、「映像にクオリティを与えてくれるものが備わっている」と評している。また、櫻坂46元メンバーの渡邉理佐は、「ミステリアスとかクールなイメージがあるが、楽曲に対して色々考えてパフォーマンスしているので頼もしい存在」と述べている。
趣味として、古着屋めぐり、タピオカの飲み歩きを挙げている。リラックス方法は、音楽を聴くこと。よく聴いている音楽はスピッツの楽曲。よく読み返す本は『流浪の月』。好きな映画は、『グランド・ブダペスト・ホテル』。好きな食べ物は和食、トマト、カルビ。喋ることが苦手。

### 欅坂46・櫻坂46
ペンライトカラーは、    ホワイト ×     バイオレット。
希望する進路がなく、教師に何回も呼び出されて怒られていたといい、その当時の環境が嫌になっていたという。そんな時、『坂道合同新規メンバー募集オーディション』を知った。坂道シリーズについては乃木坂46以外知らなかったというが、合格すれば上京できることから、現状から逃げ出せるのではないかと思い、同オーディションに応募した。オーディションでは、森田童子の「ぼくたちの失敗」を歌唱した。
櫻坂46のシングル表題曲でセンターポジションを担当しているものは、「Start Over!」で、その他の収録曲でセンターポジションを担当しているものは、「なぜ 恋をしてこなかったんだろう?」「Plastic regret」「偶然の答え」「Microscope」「一瞬の馬」である。好きな櫻坂46の曲は「桜月」。

## 作品

### シングル
欅坂46
- 誰がその鐘を鳴らすのか？（2020年8月21日）

櫻坂46
- Nobody's fault（2020年12月9日、SRCL-11620/8）- EAN 4547366481594。
- なぜ 恋をして来なかったんだろう（2020年12月9日、SRCL-11620/8）- EAN 4547366481594。
- 半信半疑（2020年12月9日、SRCL-11620/1）- EAN 4547366481594。
- Plastic regret（2020年12月9日、SRCL-11622/3）- EAN 4547366481600。
- 最終の地下鉄に乗って（2020年12月9日、SRCL-11624/5）- EAN 4547366481617。
- Buddies（2020年12月9日、SRCL-11626/7）- EAN 4547366481624。
- ブルムーンキス（2020年12月9日、SRCL-11628）- EAN 4547366481631。
- BAN（2021年4月14日、SRCL-11748/56）- EAN 4547366498608。
- 偶然の答え（2021年4月14日、SRCL-11748/56）- EAN 4547366498608。
- それが愛なのね（2021年4月14日、SRCL-11748/9）- EAN 4547366498608。
- 君と僕と洗濯物（2021年4月14日、SRCL-11750/1）- EAN 4547366498615。
- Microscope（2021年4月14日、SRCL-11752/3）- EAN 4547366498622。
- 思ったよりも寂しくない。（2021年4月14日、SRCL-11754/5）- EAN 4547366498639。
- 櫻坂の唄（2021年4月14日、SRCL-11756）- EAN 4547366498646。
- 流れ弾（2021年10月13日、SRCL-11920/8）- EAN 4547366524567。
- ソニア（2021年10月13日、SRCL-11920/1）- EAN 4547366524567。
- ジャナイカビール（2021年10月13日、SRCL-11922/3）- EAN 4547366524574。
- 美しきNervous（2021年10月13日、SRCL-11928）- EAN 4547366524604。
- 五月雨よ（2022年4月6日、SRCL-12130/8）- EAN 4547366549829。
- 僕のジレンマ（2022年4月6日、SRCL-12130/8）- EAN 4547366549829。
- 断絶（2022年4月6日、SRCL-12132/3）- EAN 4547366549836。
- 車間距離（2022年4月6日、SRCL-12136/7）- EAN 4547366549850。
- 恋が絶滅する日（2022年4月6日、SRCL-12138）- EAN 4547366549867。
- 桜月（2023年2月15日、SRCL-12420/8）- EAN 4547366599756。
- Cool（2023年2月15日、SRCL-12420/1）- EAN 4547366599756。
- もしかしたら真実（2023年2月15日、SRCL-12422/3）- EAN 4547366599763。
- 魂のLiar（2023年2月15日、SRCL-12424/5）- EAN 4547366599770。
- その日まで（2023年2月15日、SRCL-12428）- EAN 4547366599794。
- Start over!（2023年7月10日、SRCL-12590/8）- EAN 4547366621686。
- コンビナート（2023年7月10日、SRCL-12592/3）- EAN 4547366621693。
- 一瞬の馬（2023年7月10日、SRCL-12596/7）- EAN 4547366621716。
- ドローン旋回中（2023年7月10日、SRCL-12598）- EAN 4547366621723。
- 承認欲求（2023年10月18日、SRCL-12670/8）- EAN 4547366642025。
- 僕たちの La vie en rose（2023年10月18日、SRCL-12672/3）- EAN 4547366621723。
- マンホールの蓋の上（2023年10月18日、SRCL-12676/7）- EAN 4547366642032。
- 隙間風よ（2023年10月18日、SRCL-12678）- EAN 4547366642063。
- 何歳の頃に戻りたいのか？（2024年2月21日、SRCL-12790/8）- EAN 4547366663501。
- 恋は向いてない（2024年2月21日、SRCL-12796/7）- EAN 4547366663532。
- 泣かせて Hold me fight!（2024年2月21日、SRCL-12798）- EAN 4547366663549。
- 自業自得（2024年6月26日、SRCL-12920/8）- EAN 4547366685695。
- もう一曲 欲しいのかい？（2024年6月26日、SRCL-12928）- EAN 4547366685732。
- I want tomorrow to come（2024年10月23日、SRCL-13030/8）- EAN 4547366708943。
- 嵐の前、世界の終わり（2024年10月23日、SRCL-13034/5）- EAN 4547366708967。
- TOKYO SNOW（2024年10月23日、SRCL-13038）- EAN 4547366708981。
- UDAGAWA GENERATION（2025年2月19日、SRCL-13210/8）- EAN 4547366728231。
- 紋白蝶が確か飛んでた（2025年2月19日、SRCL-13212/3）- EAN 4547366728248。
- やるしかないじゃん（2025年2月19日、SRCL-13218）- EAN 4547366728279。
- Make or Break（2025年6月25日、SRCL-13360/8）- EAN 4547366751291。
- ノンアルコール（2025年6月25日、SRCL-13368）- EAN 4547366751338。

### アルバム
欅坂46
- 永遠より長い一瞬 〜あの頃、確かに存在した私たち〜（2020年10月7日、SRCL-11510/6）- EAN 4547366450224。

櫻坂46
- As you know?（2022年8月3日、SRCL-12174/9）- EAN 4547366567960。
- Addiction（2025年4月30日、SRCL-13290/5）- EAN 4547366737424。

### 映像作品
- 欅坂46 二期生特典映像「Avenir」（2019年2月27日）- EAN 4547366383348。
- 欅坂46 LIVE at 東京ドーム 〜ARENA TOUR 2019 FINAL〜（2020年1月29日）- EAN 4547366438758。
- 欅共和国2019（2020年8月12日）- EAN 4547366462937。
- 欅坂46 ANNIVERSARY LIVE Director's Cut Collection（2020年10月7日）- EAN 4547366450224。
- 欅坂46 ARENA TOUR Director's Cut Collection（2020年10月7日）- EAN 4547366450231。
- KEYAKIZAKA46 Live Online, but with YOU!（2020年12月9日）- EAN 4547366481594、EAN 4547366481600。
- 藤吉夏鈴（2020年12月9日）- EAN 4547366481617。
- 僕たちの嘘と真実 Documentary of 欅坂46（2021年2月3日）- EAN 4988104127983。
- 欅坂46 THE LAST LIVE（2021年3月24日）- EAN 4547366496833。
- 櫻坂46 デビューカウントダウンライブ!!（2021年4月14日）- EAN 4547366498608。
- Making of デビューカウントダウンライブ!!（2021年4月14日） - EAN 4547366498615。
- 田村保乃×藤吉夏鈴 SAKURA BANASHI 〜いま、話したいこと〜（2021年4月14日）- EAN 4547366498622。
- 遠藤光莉×藤吉夏鈴×山﨑天 SAKURA MEGURI（2021年10月13日）- EAN 4547366524574。
- Sakurazaka46 3rd Single BACKS LIVE!! 〜Center Performance Collections〜 （2022年4月6日）- EAN 4547366549836、EAN 4547366549843、EAN 4547366549850。
- Sakurazaka46 1st TOUR 2021 FINAL at さいたまスーパーアリーナ（2022年8月3日）- EAN 4547366567960。
- W-KEYAKI FES. 2021 -DAY1- at 富士急ハイランド コニファーフォレスト（2022年8月3日）- EAN 4547366567977。
- 櫻坂46 1st YEAR ANNIVERSARY LIVE 〜with Graduation Ceremony〜（2022年10月19日）- EAN 4547366575187。
- 櫻坂46 RISA WATANABE GRADUATION CONCERT（2022年12月7日）- EAN 4547366588293。
- W-KEYAKI FES. 2022 Director's Cut Collections <DAY1>（2023年2月15日）- EAN 4547366599756。
- W-KEYAKI FES. 2022 Director's Cut Collections <DAY2>（2023年2月15日）- EAN 4547366599763。
- マネージャーのスマホに眠るメンバーの秘蔵動画集<2021年編>（2023年2月15日）- EAN 4547366599770。
- マネージャーのスマホに眠るメンバーの秘蔵動画集<2022年編>（2023年2月15日）- EAN 4547366599787。
- 2nd YEAR ANNIVERSARY 〜Buddies感謝祭〜（2023年7月10日）- EAN 4547366621686、EAN 4547366621693。
- Sakurazaka46 3rd TOUR 2023 TOUR FINAL at 大阪城ホール（2023年10月18日）- EAN 4547366642025、EAN 4547366642032。
- そこ曲がったら、櫻坂？ 田村保乃編（2024年1月24日）- EAN 4547366659078。
- そこ曲がったら、櫻坂？ 藤吉夏鈴編（2024年1月24日）- EAN 4547366659085。
- そこ曲がったら、櫻坂？ 森田ひかる編（2024年1月24日）- EAN 4547366659054。
- そこ曲がったら、櫻坂？ 山﨑天編（2024年1月24日）- EAN 4547366659047。
- そこ曲がったら、櫻坂？ 卒業生編（2024年1月24日）- EAN 4547366659061。
- 海外ライブのついでにゆる～く撮ってきちゃいました！〜パリ編〜（2024年2月21日）- EAN 4547366663501。
- 海外ライブのついでにゆる～く撮ってきちゃいました！〜マレーシア&フィリピン編〜（2024年2月21日）- EAN 4547366663518。
- 櫻坂46 3rd YAER ANNIVERSARY LIVE at ZOZO MARINE STADIUM（2024年5月15日）- EAN 4547366675429、EAN 4547366675436、EAN 4547366675443。
- そこ曲がったら、櫻坂？ そこさくはじまり物語編（2024年12月18日）- EAN 4547366720655。
- そこ曲がったら、櫻坂？ そこさく二期生無双編（2024年12月18日）- EAN 4547366720693。
- そこ曲がったら、櫻坂？ そこさく三期生スペシャル編（2024年12月18日）- EAN 4547366720662。
- そこ曲がったら、櫻坂？ そこさく体育祭編（2024年12月18日）- EAN 4547366720679。
- そこ曲がったら、櫻坂？ そこさく頭脳祭り編（2024年12月18日）- EAN 4547366720686。
- Sakurazaka46 Buddies感謝祭 2025（2025年6月25日）- EAN 4547366751291、EAN 4547366751307、EAN 4547366751314。
- Behind the scenes of Buddies感謝祭 2025（2025年6月25日）- EAN 4547366751321。

## 出演

### テレビドラマ
- アオハライド（WOWOW） - 成海唯 役[17]
  - Season1 第7話（2023年11月3日）[注 2][17]
  - Season2（2024年1月19日 - 2月23日）[17]
- 作りたい女と食べたい女 シーズン2（2024年1月29日 - 2月29日、NHK総合） - 南雲世奈 役[33]。
- モンスター 第1話（2024年10月14日、関西テレビ・フジテレビ） - 川野紗江 役[34]。

### 映画
- 新米記者トロッ子 私がやらねば誰がやる!（2024年8月9日、東映ビデオ / SPOTTED PRODUCTIONS） - 主演・所結衣 役[18][35]。

### バラエティ
- あざとくて何が悪いの？（テレビ朝日）
  - あざと連ドラ 第5弾「東京であざとく頑張って何が悪いの？ 〜上京ガールの成長日記〜」（2022年6月5日 - 9月25日） - 今井愛香 役[19]。
  - あざと連ドラ 第6弾「あざといを知り尽くした私 I like you? like you」（2022年10月9日 - 2023年3月5日） - 主演・片寄葵 役[36]。

### コマーシャル
- 櫻坂46
  - 櫻坂46 新メンバーオーディションCM 藤吉夏鈴編（2022年6月20日 - ）[37][38]
- 日本マクドナルド「サムライマック」（2023年10月10日 - 12月31日）[39]

### ミュージックビデオ
- WurtS 『BEAT』（2025年5月7日）[40]

### ファッションショー
- 東京ガールズコレクション
  - 第30回 マイナビ 東京ガールズコレクション 2020 SPRING/SUMMER（2020年2月29日、国立代々木競技場第一体育館）[11]
  - 第32回 マイナビ 東京ガールズコレクション 2021 SPRING/SUMMER（2021年2月28日、国立代々木競技場第一体育館）[41]
  - 第35回 マイナビ 東京ガールズコレクション 2022 AUTUMN/WINTER（2022年9月3日、さいたまスーパーアリーナ）[42]
- GirlsAward
  - Rakuten GirlsAward 2022 SPRING/SUMMER（2022年5月14日、幕張メッセ）[43]
  - Rakuten GirlsAward 2022 AUTUMN/WINTER（2022年10月8日、幕張メッセ）[44]
  - Rakuten GirlsAward 2023 AUTUMN/WINTER（2023年9月30日、幕張メッセ）[45]
  - Rakuten GirlsAward 2024 AUTUMN/WINTER（2024年10月19日、幕張メッセ）[46]